# Bergoermot
De bergoermot (Micropterix osthelderi) is een vlinder uit de familie  van de oermotten (Micropterigidae). De wetenschappelijke naam van de soort is voor het eerst geldig gepubliceerd door Heath in 1975.

## Kenmerken
De vlinder heeft een spanwijdte van 8 tot 11 millimeter.

## Verspreiding en leefgebied
De soort komt voor in hooggelegen delen van Centraal-Europa en in Denemarken. De habitat bestaat uit naaldbos op kalkhellingen. De soort is in Nederland waargenomen in 1911 in Epen, maar geldt als uitgestorven. In België is de soort niet waargenomen.